# Metamecyna
Metamecyna is een kevergeslacht uit de familie van de boktorren (Cerambycidae). De wetenschappelijke naam van het geslacht werd voor het eerst geldig gepubliceerd in 1939 door Breuning.

## Soorten
Metamecyna omvat de volgende soorten:
- Metamecyna flavoapicalis Breuning, 1969
- Metamecyna uniformis Breuning, 1939